# Kaidansaari (ö i Södra Karelen, Villmanstrand, lat 61,11, long 27,71)
Kaidansaari är en ö i Finland. Den ligger i sjön Kaitajärvi och i kommunen Savitaipale i den ekonomiska regionen  Villmanstrands ekonomiska region  och landskapet Södra Karelen, i den södra delen av landet, 180 km nordost om huvudstaden Helsingfors. Öns area är 0,6 hektar och dess största längd är 160 meter i nord-sydlig riktning.